# Calisto MT
Calisto MT es un tipo de letra serif de estilo antiguo diseñado para Monotype Corporation en 1986 por Ron Carpenter , un tipógrafo británico.
Calisto MT está diseñado para funcionar como tipo de letra para el texto del cuerpo y para mostrar el texto . Su contraste de trazo es mínimo y conserva un color uniforme, especialmente en tamaños de puntos más pequeños , lo que contribuye a su gran legibilidad. Sus glifos romanos y en cursiva están animados por serifas y terminales que se cortan en un ángulo con respecto a la línea de base, y tienen una sangría cóncava en los terminales, que recuerda a los tipos de letra Belwe y Palatino. Los glifos minúsculos tienen un tamaño de corpus algo grande.